# Desna (Tschernihiw)
Desna (ukrainisch und russisch Десна) ist eine Siedlung städtischen Typs im Südwesten der ukrainischen Oblast Tschernihiw mit etwa 6.900 Einwohnern (Stand 1. Januar 2025).

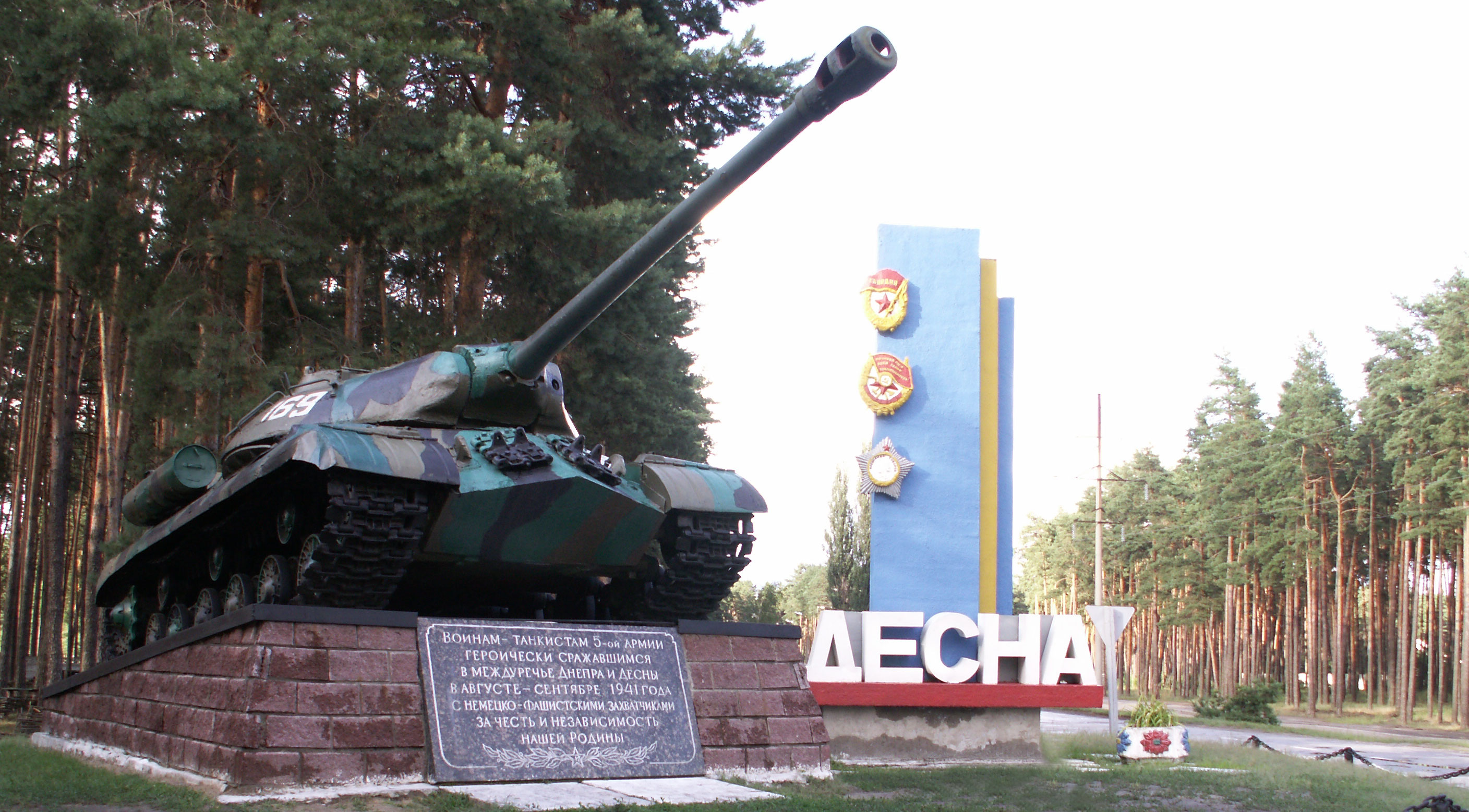
Ortseingang von Desna

Desna liegt im Rajon Tschernihiw am Ufer der Desna, der die Siedlung ihren Namen verdankt.
Im Ort befindet sich ein Ausbildungszentrum der ukrainischen Streitkräfte.
Am 17. Mai 2022 wurden nach Angaben des ukrainischen Präsidenten 87 Einwohner durch einen russischen Luftangriff getötet. Außerdem wurden nach ukrainischen Angaben am 25. Juni 2022 insgesamt mindestens 20 Raketenangriffe vom belarussischen Territorium aus auf den Ort durchgeführt.

## Verwaltungsgliederung
Am 4. September 2015 wurde die Siedlung zum Zentrum der neugegründeten Siedlungsgemeinde Desna (Деснянська селищна громада/Desnjanska selyschtschna hromada). Zu dieser zählten auch die 9 in der untenstehenden Tabelle aufgelisteten Dörfer, bis dahin bildete sie die gleichnamige Siedlungsratsgemeinde Desna (Деснянська селищна рада/Desnjanska selyschtschna rada) im Westen des Rajons Koselez.
Am 20. November 2018 kam noch die 3 Dörfer Karpyliwka, Lutawa und Wypowsiw zum Gemeindegebiet.
Am 17. Juli 2020 kam es im Zuge einer großen Rajonsreform zum Anschluss des Rajonsgebietes an den Rajon Tschernihiw.
Folgende Orte sind neben dem Hauptort Desna Teil der Gemeinde:
| Name                     | Name          | Name                            |
| ukrainisch transkribiert | ukrainisch    | russisch                        |
| ------------------------ | ------------- | ------------------------------- |
| Bir                      | Бір           | Бор (Bor)                       |
| Karpyliwka               | Карпилівка    | Карпиловка (Karpilowka)         |
| Koropje                  | Короп’є       | Коропье                         |
| Kossatschiwka            | Косачівка     | Косачовка (Kossatschowka)       |
| Loschakowa Huta          | Лошакова Гута | Лошакова Гута (Loschakowa Guta) |
| Lutawa                   | Лутава        | Лутава                          |
| Moriwsk                  | Морівськ      | Моровск (Morowsk)               |
| Otrochy                  | Отрохи        | Отрохи (Otrochi)                |
| Rudnja                   | Рудня         | Рудня                           |
| Sorokoschytschi          | Сорокошичі    | Сорокошичи (Sorokoschitschi)    |
| Tuschar                  | Тужар         | Тужар                           |
| Wypowsiw                 | Виповзів      | Выползов (Wypolsow)             |